# Eggerthella
Eggerthella — рід актинобактерій родини Eggerthellaceae. Представник мікробіоти кишкового тракту людини.

## Таксономія
Типовий штам для цього роду, Eggerthella lenta, був відомий як Eubacterium lentum до 1999 року. Рід названо на честь Арнольда Еггерта, який вперше описав типовий вид у 1935 році.

## Види
- Eggerthella guodeyinii Ge et al. 2021
- Eggerthella lenta (Eggerth 1935) Wade et al. 1999 emend. Würdemann et al. 2009
- Eggerthella sinensis Lau et al. 2006 emend. Maruo et al. 2008
- Eggerthella timonensis Bilen et al. 2018

## Опис
Представники цього роду є анаеробними, неспороносними, нерухомими, грампозитивними бацилами, які ростуть поодинці, парами або короткими ланцюжками. Вони живуть в товстій кишці людини і вважаються причиною виразкового коліту, абсцесів печінки та анального отвору та системної бактеріємії.